# James Woods
James Howard Woods, född 18 april 1947 i Vernal, Utah (men uppvuxen i Warwick, Rhode Island), är en amerikansk skådespelare. Han började sin skådespelarkarriär inom teatern och fortsatte sedan med att spela in TV-serier och filmer.

## Karriär
Woods debuterade i Besökarna 1972.
Han har under karriären ofta arbetat med roller som präglats av en hotfull, psykopatisk eller moraliskt oklar karaktär. Det inkluderar hans medverkan i filmer som Polisbil 6-Z-4 svarar inte (1979), Once Upon a Time in America (1984), Salvador (1986) och Torpeden (1987).
Woods har oscarnominerats två gånger: för sin huvudroll i Salvador (1986) och för bästa biroll i Skuggor från det förflutna (1997). Han har även prisats med Emmy (två gånger) och Golden Globe (en gång) för sina skådespelarinsatser i olika filmer och tv-program.

## Filmografi i urval
- 1973 – Våra bästa år
- 1975 – Dödligt utspel
- 1977 – Änglarna
- 1977 – Slaget om Entebbe
- 1978 – Förintelsen (TV-serie)
- 1979 – Polisbil 6-Z-4 svarar inte
- 1981 – Ögonvittnet
- 1983 – Videodrome
- 1984 – Mot alla odds
- 1984 – Once Upon a Time in America
- 1985 – Cat's Eye
- 1986 – Salvador
- 1987 – Torpeden
- 1988 – Farliga Ambitioner
- 1989 – Fighting Justice
- 1991 – Ett tufft jobb
- 1992 – Chaplin
- 1992 – Citizen Cohn
- 1992 – Midnight Sting
- 1994 – Getaway - rymmarna
- 1994 – Specialisten
- 1995 – Casino
- 1995 – Nixon
- 1996 – Skuggor från det förflutna (Ghosts of Mississippi)
- 1997 – Herkules (röst)
- 1997 – Kontakt
- 1998 – Vampires
- 1998 – Another Day in Paradise
- 1999 – Any Given Sunday
- 1999 – Generalens dotter
- 1999 – Play It to the Bone
- 1999 – Virgin Suicides
- 2001 – Rasten: Uppdrag rädda sommarlovet (röst)
- 2001 – Final Fantasy: The Spirits Within (röst)
- 2001 – Pojkarna i mitt liv
- 2001 – Scary Movie 2
- 2002 – John Q
- 2002 – Stuart Little 2 (röst)
- 2005 – Be Cool
- 2006 – End Game
- 2006 – Shark (TV-serie)
- 2012 – Coma (TV-serie)
- 2013 – White House Down

## Andra framträdanden
- Kingdom Hearts (2002) (TV-spel)
- Grand Theft Auto: San Andreas (2004) (TV-spel) (tal till Mike Toreno)
- Kingdom Hearts II (2005) (TV-spel)
- Simpsons - I avsnittet Homer and Apu (1994) (röst som sig själv)
- Family Guy - Åtta framträdanden (röst som sig själv). Flera platser i Quahog (den fiktiva staden där Family Guy utspelar sig), bland annat skolan, är döpta efter James Woods.